# Manunggal Jaya (Rambang Dangku)
Manunggal Jaya is een bestuurslaag in het regentschap Muara Enim van de provincie Zuid-Sumatra, Indonesië. Manunggal Jaya telt 2077 inwoners (volkstelling 2010).